# Cztery stare rzeczy
Cztery stare rzeczy – slogan z okresu rewolucji kulturalnej, określający cztery przeżytki burżuazyjnego społeczeństwa: stare idee (旧思想, jiù sīxiǎng), starą kulturę (旧文化, jiù wénhuà), stare zwyczaje (旧风俗, jiù fēngsú) i stare nawyki (旧习惯, jiù xíguàn), które należało wykorzenić. W ramach walki z „czterema starymi rzeczami” niszczono m.in. zabytki sztuki i architektury, sklepy z antykami, prywatne księgozbiory czy stare meble.
Za początek walki z „czterema starymi rzeczami” uznaje się przemówienie Lin Biao z 18 sierpnia 1966 roku, w którym wezwał on do zniszczenia przeżytków feudalizmu. Zachęceni przez przywódców partyjnych hunwejbini rozpoczęli szykanowanie intelektualistów, którzy byli bici, torturowani i często mordowani, a ich domy plądrowane w celu zniszczenia znajdujących się w nich „burżuazyjnych” sprzętów. Prześladowano artystów, atakowano także na ulicach przypadkowych przechodniów noszących modne i zdobione ubrania, a kobietom ze „zbyt wymyślnymi” fryzurami przycinano włosy. Za ciężką przewinę uznano grę w karty i szachy, śpiewanie dzieciom kołysanek czy puszczanie latawców. Nie wolno było obchodzić tradycyjnych świąt, praktykować kultu przodków ani organizować ceremonii ślubnych i pogrzebowych. Zrywano szyldy sklepów i restauracji, a placom i ulicom nadawano nowe nazwy, o rewolucyjnym brzmieniu. Miejsca kultu religijnego (pagody, świątynie, kościoły, cmentarze) były masowo zamykane lub wyburzane, a ich wyposażenie niszczone. Likwidowano także szkoły i uniwersytety. W ramach walki ze „starzyzną” zniszczono ogromną liczbę zabytków, m.in. wyburzono pochodzące z początku XV wieku mury miejskie Pekinu. Zakazane Miasto uniknęło zniszczenia z rąk hunwejbinów tylko dlatego, że premier Zhou Enlai wprowadził na jego teren wojsko. W podobny sposób Zhou uratował m.in. Jaskinie Mogao, świątynie na Tai Shan i Cesarskie Obserwatorium Astronomiczne. Według oficjalnych szacunków podczas kampanii niszczenia „czterech starych rzeczy” w samym tylko Pekinie zniszczono 4922 zabytki spośród 6843.